# Chironia fernandesiana
Chironia fernandesiana là một loài thực vật có hoa trong họ Long đởm. Loài này được Paiva & I.Nogueira mô tả khoa học đầu tiên năm 1989 publ. 1990.